# Brazílie na Letních olympijských hrách 2004
Brazílie se účastnila Letní olympiády 2004. Zastupovalo ji 243 sportovců (124 mužů a 119 žen) v 26 sportech.

## Medailisté
| Medaile | Jméno | Sport            | Soutěž                          |
| ------- | --- | ---------------- | ------------------------------- |
| Zlato   | Rodrigo Pessoa | Jezdectví        | Parkurové skákání - jednotlivci |
| Zlato   | Dante Amaral Nalbert Bitencourt Gustavo Endres Ricardo Garcia Giovane Gávio Gilberto Godoy Filho André Heller Maurício Lima André Nascimento Sérgio Santos Anderson Rodrigues Rodrigo Santana | Volejbal         | turnaj mužů                     |
| Zlato   | Emanuel Rego Ricardo Santos | Plážový volejbal | Turnaj mužů                     |
| Zlato   | Robert Scheidt | Jachting         | Laser class                     |
| Zlato   | Marcelo Ferreira Torben Grael | Jachting         | Star class                      |
| Stříbro | Daniela Alves Lima Rosana dos Santos Augusto Renata Costa Roseli de Belo Mônica Angélica de Paula Cristiane Rozeira de Souza Silva Andréia dos Santos Delma Gonçalves Formiga Elaine Estrela Moura Aline Pellegrino Kelly Cristina Pereira da Silva Tânia Maria Pereira Ribeiro Grazielle Pinheiro Nascimento Juliana Ribeiro Cabral Andréia Suntaque Marta Vieira da Silva Marlisa Wahlbrink | Fotbal           | Turnaj žen                      |
| Stříbro | Shelda Bede Adriana Behar | Plážový volejbal | Turnaj žen                      |
| Bronz   | Vanderlei de Lima | Atletika         | Muži maraton                    |
| Bronz   | Leandro Guilheiro | Judo             | Muži 73 kg                      |
| Bronz   | Flávio Canto | Judo             | Muži 81 kg                      |